# Selenocephalus kalalae
Selenocephalus kalalae är en insektsart som beskrevs av Dlabola 1952. Selenocephalus kalalae ingår i släktet Selenocephalus och familjen dvärgstritar. Inga underarter finns listade i Catalogue of Life.